# Piotr Stolipin
Piotr Arkàdievitx Stolipin (Dresden, 14 d'abril de 1862 - Kíev, 14 de setembre de 1911) fou un polític rus, primer ministre del tsar Nicolau II de Rússia i ministre de l'Interior com a successor de Piotr Durnovó, des de 1906 fins a 1911.
Va representar un tipus d'alts funcionaris russos oposats a qualsevol reforma política que posés en perill l'autocràcia tsarista, però preocupats alhora per la modernització del seu país. Després de la Revolució russa de 1905, Stolipin va emprendre una reforma liberal en l'agricultura el 1906, per la qual va suprimir el Mir i va liberalitzar la compravenda de propietats agràries. La intenció de Stolipin era crear un grup de camperols pròspers (kulaks) que subministressin suport social al govern del tsar i frenar la lluita de la majoria dels camperols per la terra. Va permetre una modernització agrària que va treure a moltes zones de l'autoconsum cap a una agricultura comercial que podia abastir, per tant, les ciutats.
Va ser una reforma limitada que no va afavorir els més pobres. Va intentar governar amb la Duma, però quan aquesta va rebutjar les seves reformes la va dissoldre i va governar amb ucasos (decrets del tsar). També va dissoldre una segona Duma i va reduir el dret a vot. Aquest període és conegut com la reacció stolipiniana, i durant ella es va aplicar en gran escala la pena de mort per esclafar el moviment socialista. Per aquesta forma autocràtica de governar es va guanyar l'enemistat de la majoria de les organitzacions polítiques russes. El setembre de 1911, Stolipin va ser assassinat a trets per l'anarquista Bagrov, que havia pertangut a la policia.